# Giroorizont

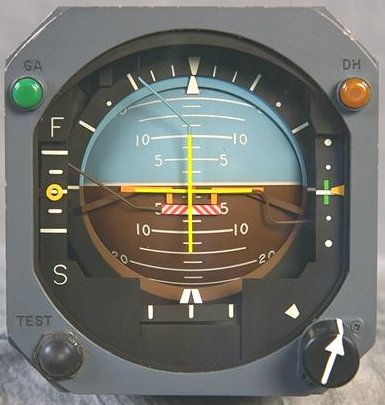
Giroorizont cu ILS (cu galben) încorporat.

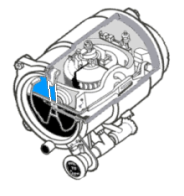
Desen

Giroorizontul sau orizontul artificial (engleză attitude indicator (ADI)) este un instrument de bord giroscopic utilizat pentru materializarea liniei orizontului, permițând cunoașterea poziției unei aeronave față de acesta. Giroorizontul este utilizat în zborul automat și în cel fără vizibilitate. Giroorizontul indică dacă poziția aripilor este orizontală sau dacă avionul este înclinat și dacă botul avionului este deasupra orizontului (cabraj) sau sub el (picaj). Este un instrument de bază în cazul zborului instrumental. Chiar și în cazul zborului la vedere este un aparat important, indicațiile sale fiind foarte intuitive.
Giroorizontul este format dintr-un giroscop montat într-o articulație cardanică dublă (cu două grade de libertate), astfel ca axa lui de rotație să rămână întotdeauna perpendiculară pe planul orizontal. Pe fața instrumentului se găsește o machetă de avion, solidară cu carcasa. În spatele ei se deplasează o imagine a orizontului (orizontul artificial), solidară cu giroscopul. Orizontul este colorat intuitiv, de obicei cerul cu albastru deschis, iar solul maro. Înclinarea avionului este indicată pe scala din jurul aparatului, iar cabrajul sau picajul prin linii orizontale paralele cu orizontul mobil, gradațiile fiind de 5° sau de 10°.